# Atolinga
Atolinga é um município do estado de Zacatecas, no México.